# Bump n' Grind
Bump n' Grind je píseň amerického zpěváka R. Kellyho. Píseň pochází z jeho debutu 12 Play. Píseň sám napsal i produkoval. Jedná se o jeho první singl, který se umístil na prvním místě žebříčku Billboard Hot 100 a který získal ocenění platinová deska od společnosti RIAA.
Píseň se objevila ve filmech  Nekecej a pádluj! a The Wackness. Dále pak ve hře Grand Theft Auto IV.

## Hitparáda
| Země   | Umístění |
| ------ | -------- |
| US 100 | 1        |
| US R&B | 1        |
| UK     | 8        |